# يوديد الجرمانيوم الرباعي
يوديد الجرمانيوم الرباعي مركب لاعضوي للجرمانيوم من مجموعة اليوديدات صيغته الكيميائية GeI4، ويوجد على هيئة صلب أحمر.

## التحضير
يحضر هذا المركب من تفاعل أكسيد الجرمانيوم الرباعي مع حمض الهيدرويوديك المغلي أو من التفاعل المباشر بين عنصري الجرمانيوم واليود عند درجات حرارة تقارب 220 °س.
{\displaystyle {\ce {GeO2 + 4HI -> GeI4 + 2H2O}}}
{\displaystyle {\ce {Ge + 2I2 -> GeI4}}}

## الخواص
يوجد المركب في الشروط القياسية على هيئة بلورات حمراء برتقالية، وهو يتحلمه (تفكك مائي) عند التماس مع الماء. ينحل المركب في ثنائي كبريتيد الكربون والبنزين، ولكن بشكل أقل في رباعي كلوريد الكربون والكلوروفورم. يبدأ المركب بالتفكك إلى يوديد الجرمانيوم الثنائي واليود عند التسخين لدرجات حرارة تفوق نقطة الانصهار.